# Armand Krajnc
Armand Krajnc, född 7 augusti 1973 i Landskrona, är en svensk-slovensk proffsboxare, numera bosatt i Ystad. Före sin proffsboxningskarriär erövrade Kranjc svart bälte i Karate (Shotokan-stilen), och han lärde sig slå mycket hårda slag för sin viktklass. Han var WBO-världsmästare i mellanvikt under åren 1999 och 2002. Efter erövrandet av mästarbältet försvarade han detta vid ytterligare fyra tillfällen, fler än någon annan svensk proffsboxare. 
Han erövrade WBO:s världsmästartitel genom att besegra britten Jason Mathews på TKO i den åttonde ronden. Armand var innan VM-matchen nästintill okänd bland icke boxningsintresserade svenskar. Han försvarade sin VM-titel tre gånger innan han förlorade i sitt fjärde titelförsvar mot den topprankade Harry Simon. 
Efter att ha småhånat Paolo Roberto vid en presskonferens, utmanades Krajnc av denne. Krajnc hade ingen karriärmässig anledning att anta utmaningen, då han hade WBO:s världsmästarbälte. Men omsider blev denna match av under stor uppmärksamhet, 2001 i Krajncs promotors arena i Lübeck. Både hans tyska fans och ett stort antal tillresta skåningar gav matchen en stämningsfull inramning, där Paolo Roberto fick "skurkrollen" (Roberto hade föredragit att boxas i Mariehamn, Åland). Krajnc försvarade sin titel utan problem, men Roberto stod dock alla ronder. I Aftonbladet utbrast Lasse Anrell dagen efteråt att "misshandeln av Paolo Roberto skulle ha stoppats".
Armand Krajnc gick sin sista match 2004 mot Sven Ottke från Tyskland, där han förlorade på poäng. Armand Krajnc var rankad topp 10 i världen under ett par år av sin karriär. 
Krajnc började boxas för Landskrona BK 1986. För att utvecklas till en bättre boxare bytte han klubb 1995 till Höllvikens BK. Han är tvåfaldig guldmedaljör i junior-SM 1992 och 1993. I två finaler under senior-SM (1995 och 1996) har den tiofaldiga SM-mästaren Roger Pettersson besegrat honom och därmed har han aldrig tagit ett guld i senior-SM.
Han representerade Slovenien i VM 1995 och EM 1996 och är numera tränare på Ystads sportklubb.
Han har även varit framgångsrik inom andra kampsporter. Han blev utvald till årets nybörjarfighter inom taekwondo under sitt första år och erhöll svart bälte i karate, men var även nordisk mästare och fyra i EM i fullcontact-kickboxning.
Armand Krajnc fick 2018 en minnessten på Landskrona Walk of Fame.

## Efter den aktiva karriären
Numera är han tränare hos Ystads Sportklubb (2009). Han deltog i den andra säsongen av tv-programmet Mästarnas mästare i SVT och vann hela tävlingen. Armand har en egen proffsfirma som kallar sig ABP (vilket står för Armand Boxing Promotion).

### TV och film
- 2010 – Mästarnas mästare (TV-serie)
- 2018 – Tror du jag ljuger (TV-serie)